# Utz Gruppe
Die Utz Gruppe (Muttergesellschaft: Georg Utz Holding AG)  mit Sitz im aargauischen Bremgarten ist eine international tätige Schweizer Unternehmensgruppe, die auf die Herstellung von Behältern für die Lagerhaltung und den Güterverkehr sowie Werkstückträgern und Paletten aus wiederverwertbarem Kunststoff spezialisiert ist.

## Der Firmengründer
Die Utz Gruppe hat ihren Namen vom Firmengründer Georg Utz (1916–1988), der 1947 im Zürcher Quartier Höngg einen Betrieb für Werkzeugbau ins Leben rief. Bereits 1953 verlegte er das mittlerweile 16 Mitarbeiter zählende Unternehmen nach Bremgarten, wo das Unternehmen die Serienfertigung von Zick-Zack-Apparaten für Nähmaschinen aufnahm.

## Georg Utz AG
- 1955 wurde die Rechtsform in eine Aktiengesellschaft umgewandelt. Zwar war der Produktionsschwerpunkt noch immer der Werkzeugbau, doch wurde 1958 eine erste Spritzgiessmaschine angeschafft. Bis 1960 kehrte sich das Verhältnis um: Im Wesentlichen wurden jetzt Lager- und Transportbehälter aus Kunststoff im Spritzgiessverfahren gefertigt. Im Verlauf der folgenden sieben Jahre wurden die Produktionsräume ausgebaut und der Maschinenpark auf 30 Spritzgiessmaschinen erweitert.
- 1973 stand in den Hallen der Georg Utz AG die grösste damals in Europa hergestellte Spritzgiessmaschine mit einer Schliesskraft von 3'000 Tonnen zur Produktion von Paletten und Grossraumbehältern aus Kunststoff.
- Um auch wieder verwertbare Kunststoffe verarbeiten zu können, wurde 1977 eine Recyclinganlage errichtet, in der zurückgenommene Behälter zu Granulat verarbeitet werden.
- 1985 begann die Produktion im Thermoformverfahren. Damit werden zumeist kundenindividuelle Werkstückträger hergestellt, in deren Nester Gegenstände passgenau aufgenommen werden können.
- 1987 wurde die Georg Utz AG erstmals ISO zertifiziert.
- Nachdem bereits 1971 eine Tochtergesellschaft in Deutschland gegründet wurde, begann das Unternehmen ab den 1990er Jahren eine internationale Expansion und eröffnete weitere Tochtergesellschaften in Grossbritannien, Frankreich, Polen und in den 2000er Jahren in den USA und China.
- 2000 wurde die Produktion von Grossteilen erweitert.

## Unternehmensstruktur
In der 1995 gegründeten Georg Utz Holding AG sind die folgenden Unternehmen zusammengefasst:
- Georg Utz AG[2] (gegr. 1947, Bremgarten, Schweiz)
- Georg Utz GmbH (gegr. 1971, Schüttorf, Deutschland)
- George Utz Ltd. (gegr. 1990, Alfreton, UK)
- Georg Utz Sarl (gegr. 1992, Bressolles, Frankreich)
- Pooltec AG[3] (gegr. 1996, Bremgarten, Schweiz, Dienstleistungsunternehmen zum Poolbetrieb von Mehrwegbehältern)
- Georg Utz Sp.z o.o. (gegr. 1997, Kąty Wrocławskie, Polen)
- Georg Utz Inc. (gegr. 2003, Edinburgh IN, USA)
- Georg Utz Materials Handling (Suzhou) Co. Ltd. (gegr. 2005, Suzhou, China)
- Georg Utz de México S. de R.L. de C.V. (gegr. 2017, San Miguel de Allende, Mexico)

## Produkte
Thermoformen
- Werkstückträger (thermogeformte Ladungsträger, die Produkte passgenau aufnehmen)

Spritzgiessen
- Stapelbehälter (RAKO, EUROTEC, KLT, SILAFIX)
- Raumsparbehälter (Falt- und Klappboxen, Drehstapel- und Schachtelbare Behälter)
- Paletten (Halb-, Euro- oder ISO-Paletten)
- Palettenbehälter (Grossraumbehälter auf ISO-Basis: Starre PALOXEN, klappbare Behälter KLAPA und VDA-GLT)
- Transportroller
- Spezielle Anwendungssysteme
  - Gefahrgutbehälter GGVSEB (für den Gefahrguttransport zugelassene Behälter)
  - Elektrisch leitfähige Produkte ESD (für die Elektronikindustrie)
  - Kundenspezifische Behälter (z. B. Postbehälter, Sondermasse etc.)
  - Transporteinheiten (Kombinationen von Paletten, Behältern, Werkstückträgern und Abdeckungen)

Utz ist einer der wenigen Hersteller von Ladungsträgern aus Kunststoff, die ihre Produkte mit den Produktionsverfahren Thermoformen und Spritzgiessen herstellen.